# اجساد را بیاورید
مجرمان را بیاورید (به انگلیسی: Bring up the bodies) کتاب داستانی تاریخی اثر نویسنده انگلیسی، هیلاری منتل است که در سال ۲۰۱۲ منتشر شد. این کتاب که دومین جلد از سه‌گانه منتل درباره قدرت گرفتن و سقوط تامس کرامول است، همانند جلد نخست این سه‌گانه، در سال ۲۰۱۲ برنده جایزه ادبی من بوکر شد .
اتفاقات این کتاب که در فاصله تابستان ۱۵۳۵ تا تابستان ۱۵۳۶ رخ می‌دهد، روایتی داستانی از شروع علاقه هنری هشتم به جین سیمور، متهم شدن آن بولین به زنا و نهایتاً اعدام وی و نقش کرامول در این وقایع است.
جلد سوم این سه‌گانه با نام آینه و نور در سال ۲۰۲۰ منتشر شد.